# Киргизька Радянська Соціалістична Республіка
Киргизька Радянська Соціалістична Республіка (кирг. Кыргыз Советтик Социалистик Республикасы, рос. Кирги́зская Сове́тская Социалисти́ческая Респу́блика) — одна з республік СРСР, в 1991 році стала незалежною Республікою Киргизстан.
Зі союзних республік Киргизька РСР була сьомою за площею. Площа — 198,5 тис. км². Столиця — м. Фрунзе (нині Бішкек).

## Історія
Після Жовтневої революції території, заселені киргизами, увійшли до складу РРФСР. З 1918 Киргизія — частина Туркестанської АРСР.
За національно-державним розмежуванням радянських республік Середньої Азії 14 жовтня 1924 була утворена Кара-Киргизька (з 25 травня 1925 — Киргизька) автономна область у складі РРФСР, 1 лютого 1926 перетворена в Киргизьку АРСР, а 5 грудня 1936 — в Киргизьку РСР. Єдиною керуючою партією була Комуністична партія Киргизії.
1 жовтня 1989 набрав чинності закон про державну мову (киргизьку). У 1990 — конфлікт в Ошської області між місцевими узбеками і киргизами через земельні ділянки на межі двох держав. 27 жовтня 1990 — вибраний і приведений до присяги перший президент Киргизької РСР Аскар Акаєв. 15 грудня 1990 Верховна Рада Киргизької РСР прийняла Декларацію про державний суверенітет, у зв'язку з чим відбулася зміна офіційної назви (Республіка Киргизстан), яку було закріплено з внесенням змін до Конституції від 5 лютого 1991 р. 31 серпня 1991 — Декларація незалежності Республіки Киргизстан.

## Економіка

### Промисловість
Провідні галузі промисловості:
- гірничодобувна промисловість
- машинобудування
- легка промисловість
- харчова промисловість

Видобуток вугілля (кам'яне вугілля і буре вугілля), нафти і газу зосереджена на південному заході республіки.
Діяли ГЕС на річці Нарин: Токтогульська ГЕС, Учкурганська ГЕС, Курпсайська ГЕС, Таш-Кумирська ГЕС, каскад Аламедінських ГЕС та інші. Найбільш крупна теплова електростанція — Фрунзенська ТЕЦ.
Кольорова металургія (видобування і збагачення ртутних, сурм'яних, свинцево-цинкових руд, виробництво ртуті, сурми та ін.), машинобудування (машини для тваринництва і кормовиробництва, автомобілі, металорізні верстати і автоматичні лінії, електротехнічні вироби, прилади та ін.; найважливіші підприємства в місті Фрунзе).
Легка промисловість була представлена бавовноочищувальними, текстильними (бавовняні, шерстяні, шовкові тканини, трикотажні вироби проводилися в містах Ош і Фрунзе), а також шкіряно-взуттєвими, швейними, килимоткацькими підприємствами.
Основні галузі харчовосмакової промисловості: м'ясна, молочна, борошномельна.
Виробництво будматеріалів (цемент, шифер, стінні панелі й ін.).

### Сільське господарство
У 1987 році в республіці налічувалося 289 радгоспів і 178 колгоспів. Сільськогосподарські угіддя становили 10,1 млн га, з них:
- рілля — 1,4 млн га
- пасовища — 8,5 млн га.

Площа зрошуваних земель — 1,02 млн га (1986).
Головна галузь сільського господарства — тваринництво, переважно тонкорунне і напівтонкорунне вівчарство, розвинені також молочно-м'ясне скотарство, конярство. Поголів'я (на 1987 рік, в млн голів): велика рогата худоба — 1,1, овець і кіз — 10,3. Шовківництво. Землеробство давало близько 45 % валовій продукції сільського господарства, ведуча галузь його — обробіток технічних культур: бавовнику (збір бавовни-сирцю 68 тис. т в 1986 році), тютюну, ефірномаслічних. 50 % посівів було зайнято кормовими, 42 % — зерновими культурами (валовий збір зерна 1,633 млн т в 1986 році). Обробляли також картоплю, овоче-бахчеві культури. Плодівництво. Виноградарство. Насінництво (цукровий буряк, люцерна).

## Транспорт
Основний вид транспорту — автомобільний. Експлуатаційна довжина (на 1986 рік):
- залізниць — 0,37 тис. км
- автодоріг — 19,3 тис. км (зокрема з твердим покриттям — 17,0 тис. км).

Судноплавство на озері Іссик-Куль. Через територію Киргизстану проходили газопровід Бухара — Ташкент — Фрунзе — Алма-Ата, діяв газопровід Майлі-Сай — Джалал-Абад — Ош.

## Поділ
- Джалал-Абадська область (21 листопада 1939 — 27 січня 1959, з 14 грудня 1990)
- Іссик-Кульська область (21 листопада 1939 — 27 січня 1959, з 11 грудня 1970)
- Наринська область (11 грудня 1970 — 5 жовтня 1988, з 14 грудня 1990)
- Ошська область (з 21 листопада 1939)
- Таласька область (22 червня 1944 — 18 лютого 1956, 3 вересня 1980 — 5 жовтня 1988, з 14 грудня 1990)
- Тянь-Шаньська область (21 листопада 1939 — 30 грудня 1962)
- Фрунзенська область (21 листопада 1939 — 27 січня 1959).
- Чуйська область (з 14 грудня 1990)

## Наука
У республіці в свій час працювала Академія наук Киргизької РСР.